# Africalpe nubifera
Espèce
Synonymes
- Calpe nubifera Hampson, 1907

Africalpe nubifera est une espèce de lépidoptères (papillons) de la famille des Erebidae.

## Systématique
Africalpe nubifera a été décrite pour la première fois par George Hampson en 1907 sous le protonyme de Calpe nubifera.

## Répartition
Africalpe nubifera se rencontre en Inde.

## Description
L'holotype de Africalpe nubifera, une femelle, a une envergure de 32 mm. 

## Publication originale
- (en) George Hampson, « The moths of India. Supplementary paper to the volumes in "The Fauna of British India." Ser. III. Pt. III », Journal of the Bombay Natural History Society, Bombay, Bombay natural history society et inconnu, vol. 17,‎ 1907, p. 645-677 (ISSN 0006-6982, OCLC 1536710, lire en ligne).